# Индийская колея
Индийская колея — ширина железнодорожной колеи, равная 1676 мм (5½ футов). Это самая широкая колея из используемых в мире для магистральных железных дорог общего пользования.
Колея с шириной 1676 мм используется на территории Индии, Пакистана, Шри-Ланки, Бангладеш, Аргентины и Чили, хотя впервые такая колея была применена в Шотландии на двух небольших дорогах Dundee and Arbroath Railway (27 км) и Arbroath and Forfar Railway. В Непале существует короткая грузовая ветка данной колеи Раксаул — Сирсия, а также ведётся реконструкция (с узкой колеи) железной дороги Джанакпур — Джайнагар, которая соединит страну с железной дорогой Индии. В настоящее время (конец 90-х годов XX века — начало XXI века) происходит существенное расширение сети стандарта 1676 мм в странах Индийского субконтинента за счёт реконструкции и перешивки многих узкоколейных дорог на колею 1676 мм в рамках унификации. В планах — строительство железной дороги из Индии в Бутан.
До 1870-х годов индийская колея применялась на некоторых участках на северо-востоке и юге США (в штатах Мэн, Нью-Гемпшир, Вермонт, Луизиана, Техас), но впоследствии эти участки были переведены на европейскую колею. Дорога с такой колеёй существовала в Канаде — Champlain and St. Lawrence Railroad — первая железная дорога в Канаде. В США существует система городских поездов BART в Сан-Франциско с колеёй 1676 мм.
Индийская колея очень близка иберийской (испанской) колее 1668 мм. Разница в 8 мм невелика и делает подвижной состав иберийской колеи пригодным для эксплуатации на колее 1676 мм без каких-либо переделок. Небольшая доработка колёсных пар может потребоваться лишь для скоростного движения. К примеру, Аргентина и Чили приобретают б/у подвижной состав из Испании и Португалии. Испанские поезда Тальго эксплуатируются в Аргентине и Индии. О пригодности подвижного состава 1676 мм на колее 1668 мм известных примеров нет. На практике это возможно, но без доработки колёсных пар возможен их усиленный износ.